# RTP
Протокол RTP (англ. Real-time Transport Protocol) працює на прикладному рівні і використовується при передачі аудіо і відеоданих через IP мережі в режимі реального часу. Протокол був розроблений Audio-Video Transport Working Group в IETF і вперше опублікований в 1996 році як RFC 1889, і замінений у RFC 3550 у 2003 році.
Протокол RTP переносить у своєму заголовку дані, необхідні для відновлення голосу та відео на приймальному вузлі, а також дані про тип кодування інформації (JPEG, MPEG і т. ін.). В заголовку цього протоколу, зокрема, передаються мітка і номер пакету. Ці параметри дозволяють при мінімальних затримках визначити порядок і час декодування кожного пакета, а також інтерполювати втрачені пакети.
RTP не має стандартного зарезервованого номера порту. Єдине обмеження полягає в тому, що з'єднання проходить з використанням парного номера порту, а наступний непарний номер використовується для зв'язку з протоколом RTCP. Той факт, що RTP використовує адреси портів що присвоюються динамічно, створює йому труднощі з проходженням міжмережевих екранів, для обходу цієї проблеми, як правило, використовується STUN-сервер.
Встановлення і розрив з'єднання не входить в список можливостей RTP, такі дії виконуються сигнальним протоколом (наприклад, RTSP або SIP протоколом).

## Визначення
Поле даних RTPІнформація, яка пересилається в пакеті RTP, наприклад, фрагменти звуку або стислі відео дані.
Пакет RTPІнформаційний пакет, що містить фіксований заголовок. Один пакет нижнього транспортного рівня, наприклад UDP, зазвичай містить один RTP-пакет, але ця вимога не є обов'язковою. Поле джерел інформації може бути порожнім.
Пакет RTCPКерівний пакет, що містить фіксований заголовок подібний до RTP, за яким йдуть структурні елементи, які залежать від типу RTCP-пакету. Зазвичай кілька RTCP-пакетів надсилаються як складова RTCP-пакету, вкладена в дейтаграму нижчого рівня.
Транспортна адресаКомбінація мережевої адреси та порту, яка ідентифікує кінцеву точку каналу (наприклад, IP-адреса і UDP порт). Пакети йдуть від транспортної адреси відправника до транспортної адреси одержувача.
Сесія RTPПеріод з моменту встановлення групи учасників RTP-обміну до її зникнення. Для кожного з учасників сесія визначається конкретною парою транспортних адрес (мережева адреса і номери портів для RTP і RTCP). Транспортна адреса місця призначення може бути загальною для всіх учасників сесії. Допускається реалізація декількох сесій для кожного з учасників одночасно.
Джерело синхронізації (SSRC)Джерело потоку RTP-пакетів, визначається 32-бітним числовим SSRC-ідентифікатором, який записується в заголовок RTP-пакету і не залежить від мережної адреси. Всі пакети від джерела синхронізації утворюють частину з ідентичною тимчасовою прив'язкою і нумерацією. Ці дані використовуються стороною що приймає при відтворенні. Джерелами синхронізації можуть служити первинні джерела сигналу (мікрофони або відеокамери), а також RTP-змішувачі. SSRC-ідентифікатор являє собою випадкове число, яке є унікальним для даної RTP-сесії. Учасник сесії не повинен використовувати один і той же SSRC-ідентифікатор для всіх RTP-сесій мультимедійного набору. Якщо учасник формує кілька потоків в рамках однієї RTP-сесії (наприклад, від декількох відеокамер), кожен учасник повинен бути забезпечений унікальним SSRC-ідентифікатором.
Інформаційне джерело CSRC (contributing source)Джерело потоку RTP-пакетів, котре робить внесок у загальний потік, що формується RTP-змішувачем. Змішувач вставляє список SSRC-ідентифікаторів, які ідентифікують парціальні джерела, в заголовок RTP-пакетів. Цей список називається CSRC-списком. Прикладом програми може бути аудіоконференція, де змішувач відзначає всіх людей, чий голос породжує вихідні пакети. Це дозволяє стороні що приймає ідентифікувати мовця, хоча всі пакети мають один і той же SSRC-ідентифікатор.
Кінцева системаПрограма, яка генерує або сприймає дані, які посилають у вигляді RTP-пакетів. Кінцева система може виступати як одне або декілька джерел синхронізації для конкретної сесії.
ЗмішувачПроміжна система, яка отримує RTP-пакети від одного або декількох джерел, при необхідності змінює їх формат, об'єднує і пересилає їх адресатам. Через те, що тимчасова прив'язка вхідних пакетів може відрізнятися, змішувач здійснює їх синхронізацію і генерує свій власний потік RTP-пакетів. Таким чином увесь зміст пакетів синхронізується змішувачем.
ТрансляторПроміжна система, яка переадресує RTP-пакети, не змінюючи їх ідентифікатори джерела синхронізації. Такі пристрої використовуються для перетворення системи кодування, переходу від мультикаст- до традиційної унікаст-адресації або при роботі з Firewall.
МоніторДодаток, який отримує RTCP-пакети, надіслані учасниками RTP-сесії, зокрема діагностичні повідомлення, проводить оцінку стану зв'язку, накопичує довгострокову статистику обміну.
Всі цілочисельні поля передаються згідно з мережевим порядком, тобто старший байт слідує за першим (big-endian). Порядок передачі докладно описаний у роботі [3]. Якщо не обумовлено зворотного всі цифрові константи є десятковими. Всі поля заголовка вирівнюються своїми природними кордонами, тобто. 16-бітові поля мають парне зміщення, а 32-бітні мають адреси, кратні 4. Октети-заповнювачі містять нулі.
Абсолютний час видається з допомогою часових позначок згідно з форматом NTP (network time protocol), який характеризує час у секундах від початку доби (UTC) 1 січня 1900 [4]. Мітка часу NTP повної точності визначається 64-бітовим числом з фіксованою комою без знаку. Цілочисельна частина задається першими 32 бітами, а дробова частина останніми. У деяких полях, де припустимо компактніше подання, використовуються тільки середні 32 біти (16 бітів цілочисельна частина і 16 бітів дробова).

## Структура пакета
| 0                         | Ver.                                                                       | Ver.                                                                       | P                                                                          | X                                                                          | CC                                                                         | CC                                                                         | CC                                                                         | CC                                                                         | M                                                                          | PT                                                                         | PT                                                                         | PT                                                                         | PT                                                                         | PT                                                                         | PT                                                                         | Порядковий номер                                                           | Порядковий номер                                                           | Порядковий номер                                                           | Порядковий номер                                                           | Порядковий номер                                                           | Порядковий номер                                                           | Порядковий номер                                                           | Порядковий номер                                                           | Порядковий номер                                                           | Порядковий номер                                                           | Порядковий номер                                                           | Порядковий номер                                                           | Порядковий номер                                                           | Порядковий номер                                                           | Порядковий номер                                                           |                                                                            |                                                                            |
| 32                        | Мітка часу                                                                 | Мітка часу                                                                 | Мітка часу                                                                 | Мітка часу                                                                 | Мітка часу                                                                 | Мітка часу                                                                 | Мітка часу                                                                 | Мітка часу                                                                 | Мітка часу                                                                 | Мітка часу                                                                 | Мітка часу                                                                 | Мітка часу                                                                 | Мітка часу                                                                 | Мітка часу                                                                 | Мітка часу                                                                 | Мітка часу                                                                 | Мітка часу                                                                 | Мітка часу                                                                 | Мітка часу                                                                 | Мітка часу                                                                 | Мітка часу                                                                 | Мітка часу                                                                 | Мітка часу                                                                 | Мітка часу                                                                 | Мітка часу                                                                 | Мітка часу                                                                 | Мітка часу                                                                 | Мітка часу                                                                 | Мітка часу                                                                 | Мітка часу                                                                 | Мітка часу                                                                 | Мітка часу                                                                 |
| 64                        | SSRC-ідентифікатор                                                         | SSRC-ідентифікатор                                                         | SSRC-ідентифікатор                                                         | SSRC-ідентифікатор                                                         | SSRC-ідентифікатор                                                         | SSRC-ідентифікатор                                                         | SSRC-ідентифікатор                                                         | SSRC-ідентифікатор                                                         | SSRC-ідентифікатор                                                         | SSRC-ідентифікатор                                                         | SSRC-ідентифікатор                                                         | SSRC-ідентифікатор                                                         | SSRC-ідентифікатор                                                         | SSRC-ідентифікатор                                                         | SSRC-ідентифікатор                                                         | SSRC-ідентифікатор                                                         | SSRC-ідентифікатор                                                         | SSRC-ідентифікатор                                                         | SSRC-ідентифікатор                                                         | SSRC-ідентифікатор                                                         | SSRC-ідентифікатор                                                         | SSRC-ідентифікатор                                                         | SSRC-ідентифікатор                                                         | SSRC-ідентифікатор                                                         | SSRC-ідентифікатор                                                         | SSRC-ідентифікатор                                                         | SSRC-ідентифікатор                                                         | SSRC-ідентифікатор                                                         | SSRC-ідентифікатор                                                         | SSRC-ідентифікатор                                                         | SSRC-ідентифікатор                                                         | SSRC-ідентифікатор                                                         |
| 96                        | … CSRC-ідентифікатори …                                                    | … CSRC-ідентифікатори …                                                    | … CSRC-ідентифікатори …                                                    | … CSRC-ідентифікатори …                                                    | … CSRC-ідентифікатори …                                                    | … CSRC-ідентифікатори …                                                    | … CSRC-ідентифікатори …                                                    | … CSRC-ідентифікатори …                                                    | … CSRC-ідентифікатори …                                                    | … CSRC-ідентифікатори …                                                    | … CSRC-ідентифікатори …                                                    | … CSRC-ідентифікатори …                                                    | … CSRC-ідентифікатори …                                                    | … CSRC-ідентифікатори …                                                    | … CSRC-ідентифікатори …                                                    | … CSRC-ідентифікатори …                                                    | … CSRC-ідентифікатори …                                                    | … CSRC-ідентифікатори …                                                    | … CSRC-ідентифікатори …                                                    | … CSRC-ідентифікатори …                                                    | … CSRC-ідентифікатори …                                                    | … CSRC-ідентифікатори …                                                    | … CSRC-ідентифікатори …                                                    | … CSRC-ідентифікатори …                                                    | … CSRC-ідентифікатори …                                                    | … CSRC-ідентифікатори …                                                    | … CSRC-ідентифікатори …                                                    | … CSRC-ідентифікатори …                                                    | … CSRC-ідентифікатори …                                                    | … CSRC-ідентифікатори …                                                    | … CSRC-ідентифікатори …                                                    | … CSRC-ідентифікатори …                                                    |
| 96+(CC×32)                | Додатковий заголовок (необов'язковий), містить довжину блоку даних — «AHL» | Додатковий заголовок (необов'язковий), містить довжину блоку даних — «AHL» | Додатковий заголовок (необов'язковий), містить довжину блоку даних — «AHL» | Додатковий заголовок (необов'язковий), містить довжину блоку даних — «AHL» | Додатковий заголовок (необов'язковий), містить довжину блоку даних — «AHL» | Додатковий заголовок (необов'язковий), містить довжину блоку даних — «AHL» | Додатковий заголовок (необов'язковий), містить довжину блоку даних — «AHL» | Додатковий заголовок (необов'язковий), містить довжину блоку даних — «AHL» | Додатковий заголовок (необов'язковий), містить довжину блоку даних — «AHL» | Додатковий заголовок (необов'язковий), містить довжину блоку даних — «AHL» | Додатковий заголовок (необов'язковий), містить довжину блоку даних — «AHL» | Додатковий заголовок (необов'язковий), містить довжину блоку даних — «AHL» | Додатковий заголовок (необов'язковий), містить довжину блоку даних — «AHL» | Додатковий заголовок (необов'язковий), містить довжину блоку даних — «AHL» | Додатковий заголовок (необов'язковий), містить довжину блоку даних — «AHL» | Додатковий заголовок (необов'язковий), містить довжину блоку даних — «AHL» | Додатковий заголовок (необов'язковий), містить довжину блоку даних — «AHL» | Додатковий заголовок (необов'язковий), містить довжину блоку даних — «AHL» | Додатковий заголовок (необов'язковий), містить довжину блоку даних — «AHL» | Додатковий заголовок (необов'язковий), містить довжину блоку даних — «AHL» | Додатковий заголовок (необов'язковий), містить довжину блоку даних — «AHL» | Додатковий заголовок (необов'язковий), містить довжину блоку даних — «AHL» | Додатковий заголовок (необов'язковий), містить довжину блоку даних — «AHL» | Додатковий заголовок (необов'язковий), містить довжину блоку даних — «AHL» | Додатковий заголовок (необов'язковий), містить довжину блоку даних — «AHL» | Додатковий заголовок (необов'язковий), містить довжину блоку даних — «AHL» | Додатковий заголовок (необов'язковий), містить довжину блоку даних — «AHL» | Додатковий заголовок (необов'язковий), містить довжину блоку даних — «AHL» | Додатковий заголовок (необов'язковий), містить довжину блоку даних — «AHL» | Додатковий заголовок (необов'язковий), містить довжину блоку даних — «AHL» | Додатковий заголовок (необов'язковий), містить довжину блоку даних — «AHL» | Додатковий заголовок (необов'язковий), містить довжину блоку даних — «AHL» |
| 96+(CC×32) + (X×(AHL+16)) | Дані                                                                       | Дані                                                                       | Дані                                                                       | Дані                                                                       | Дані                                                                       | Дані                                                                       | Дані                                                                       | Дані                                                                       | Дані                                                                       | Дані                                                                       | Дані                                                                       | Дані                                                                       | Дані                                                                       | Дані                                                                       | Дані                                                                       | Дані                                                                       | Дані                                                                       | Дані                                                                       | Дані                                                                       | Дані                                                                       | Дані                                                                       | Дані                                                                       | Дані                                                                       | Дані                                                                       | Дані                                                                       | Дані                                                                       | Дані                                                                       | Дані                                                                       | Дані                                                                       | Дані                                                                       | Дані                                                                       | Дані                                                                       |

Ver. (2 біти) вказує версію протоколу. Поточна версія - 2. 
P (один біт) використовується у випадках, коли RTP-пакет доповнюється порожніми байтами на кінці. 
X (один біт) використовується для зазначення розширень протоколу, залучених в пакеті. 
CC (4 біти) містить кількість CSRC-ідентифікаторів, що йдуть за постійним заголовком. 
M (один біт) використовується на рівні програми та визначається профілем. Якщо це поле встановлено, то дані пакету мають якесь особливе значення для програми. 
PT (7 бітів) вказує формат payload і визначає її інтерпретацію додатком. 
SSRC вказує джерело синхронізації.

## Специфікація RTP
- STD 64. RTP: A Transport Protocol for Real-Time Applications. H. Schulzrinne, S. Casner, R. Frederick, V. Jacobson. July 2003.
- STD 65. RTP Profile for Audio and Video Conferences with Minimal Control. H. Schulzrinne, S. Casner. July 2003.